# Clemens Freiherr von Schorlemer-Lieser

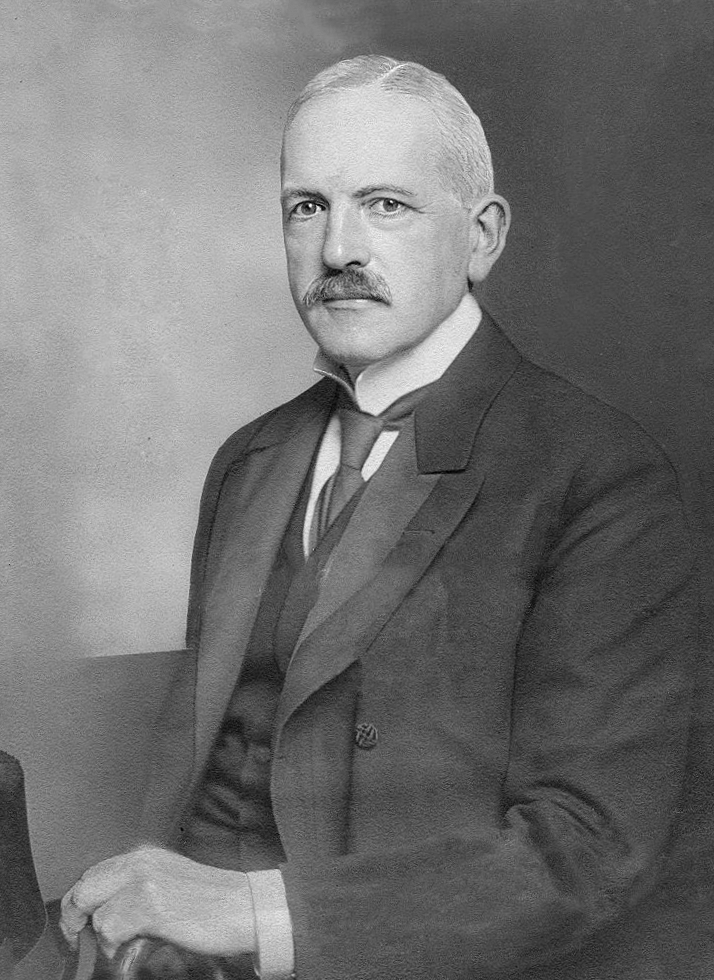
Clemens von Schorlemer-Lieser

Clemens August Freiherr von Schorlemer-Lieser (* 29. September 1856 in Horstmar; † 6. Juli 1922 in Berlin) war ein deutscher Politiker.

## Leben

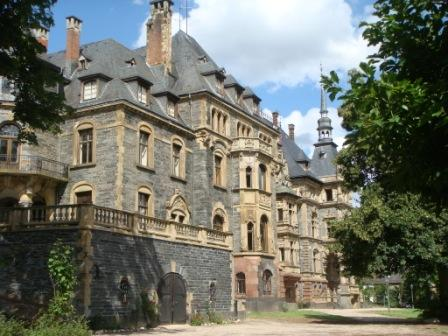
Schloss Lieser bei Bernkastel-Kues

Freiherr von Schorlemer entstammte dem urwestfälischen katholischen Adelsgeschlecht Schorlemer und wurde 1856 als zweitältester Sohn des deutschen Politikers Burghard von Schorlemer-Alst und der Gräfin Anna von Imbsen zu Wewer, verwitwete von Droste zu Vischering (1820–1891), auf Haus Alst bei Horstmar geboren. Nach dem Schulbesuch am Gymnasium Dionysianum in Rheine, wo er 1874 das Abitur ablegte, studierte er in Würzburg und Göttingen Jura. In Würzburg wurde er Mitglied der katholischen Studentenverbindung KStV Walhalla im KV. 1878 promovierte er und leistete seinen Militärdienst ab. 1880 heiratete er die wohlhabende Maria Puricelli (* 1. Februar 1855 Krefeld; † 1936), die Tochter des Hüttenwerks, Gaswerk, Ritter- und Weingutsbesitzer Eduard Puricelli (1826–1893), die später ein Millionenvermögen erbte. Gemeinsam erwarben sie ein Weingut in Lieser an der Mosel und bauten die Schlossvilla der Puricelli in Lieser aus (Schloss Lieser), dessen Name Freiherr von Schorlemer für sich wählte. Bei Quakenbrück gehörte ihm das Gut Vehr, das er von seinem Vater geerbt hatte. Das Ehepaar hatte sechs Kinder. Ihre beiden Söhne Friedrich-Leo (1894–1915) und August (1885–1940) starben im Ersten bzw. im Zweiten Weltkrieg.
1884 sammelte von Schorlemer als Gerichtsassessor Verwaltungserfahrung an den Staatsanwaltschaften von Bonn und Düsseldorf. 1886 bis 1888 war er als Regierungsassessor in Magdeburg tätig. Am 1. Dezember 1888 wurde von Schorlemer vom Kreistag Neuß einstimmig zum Landrat gewählt. In Neuß knüpfte er erstmals feste Beziehungen zu gesellschaftlichen Gruppen. Schorlemer wurde 1892 zum Ehrenmitglied des Neusser Bürgerschützenvereins ernannt, dessen Schützenkönig er 1893/1894 wurde. Politisch unterstützte er mehrere Projekte: Er rief 1889 die Ferienkolonien ins Leben. Er initiierte 1882 sowohl die Prämiensparkasse als auch die Badeanstalt. Die Neußer Cravatten-Fachschule ging auf seine Idee zurück. Darüber hinaus betrieb er in Neuß den Bau eines Kreisständehauses, das 1894 eingeweiht wurde.
Bei der Reichstagswahl 1893 erzielte er gegen den umgebenden Trend mit antisemitischer Propaganda und Unterstützung der ansonsten im Rheinland abgelehnten preußisch-protestantischen Christlich-Sozialen Partei Adolf Stoeckers enorme Stimmengewinne.
1897 erfolgte ein Ruf nach Breslau, wo er das Amt des Oberpräsidenten der Provinz Schlesien übernahm. Bei seinem Abgang aus Neuß lobten ihn die Lokalzeitungen als verdienstvollen Landrat, jedoch übte man Kritik an seiner Zentrums-feindlichen Gesinnung.
Auf persönlichen Wunsch Wilhelms II. wurde von Schorlemer am 19. August 1905 als erster Katholik zum Oberpräsidenten der Rheinprovinz berufen. Fortan residierte er in Koblenz. Bei einem Besuch von Neuß wurden ihm die Ehrenbürgerrechte verliehen, die er 1910 auch in Koblenz und St. Wendel erhielt.
Am 18. Juni 1910 stieg Schorlemer zum preußischen Landwirtschaftsminister auf. Dieses Amt hatte er bis 1917 inne. 1918 ernannte ihn die Landwirtschaftskammer für die Rheinprovinz zu ihrem Vorsitzenden. Zudem war er nun Mitglied des Preußischen Herrenhauses.

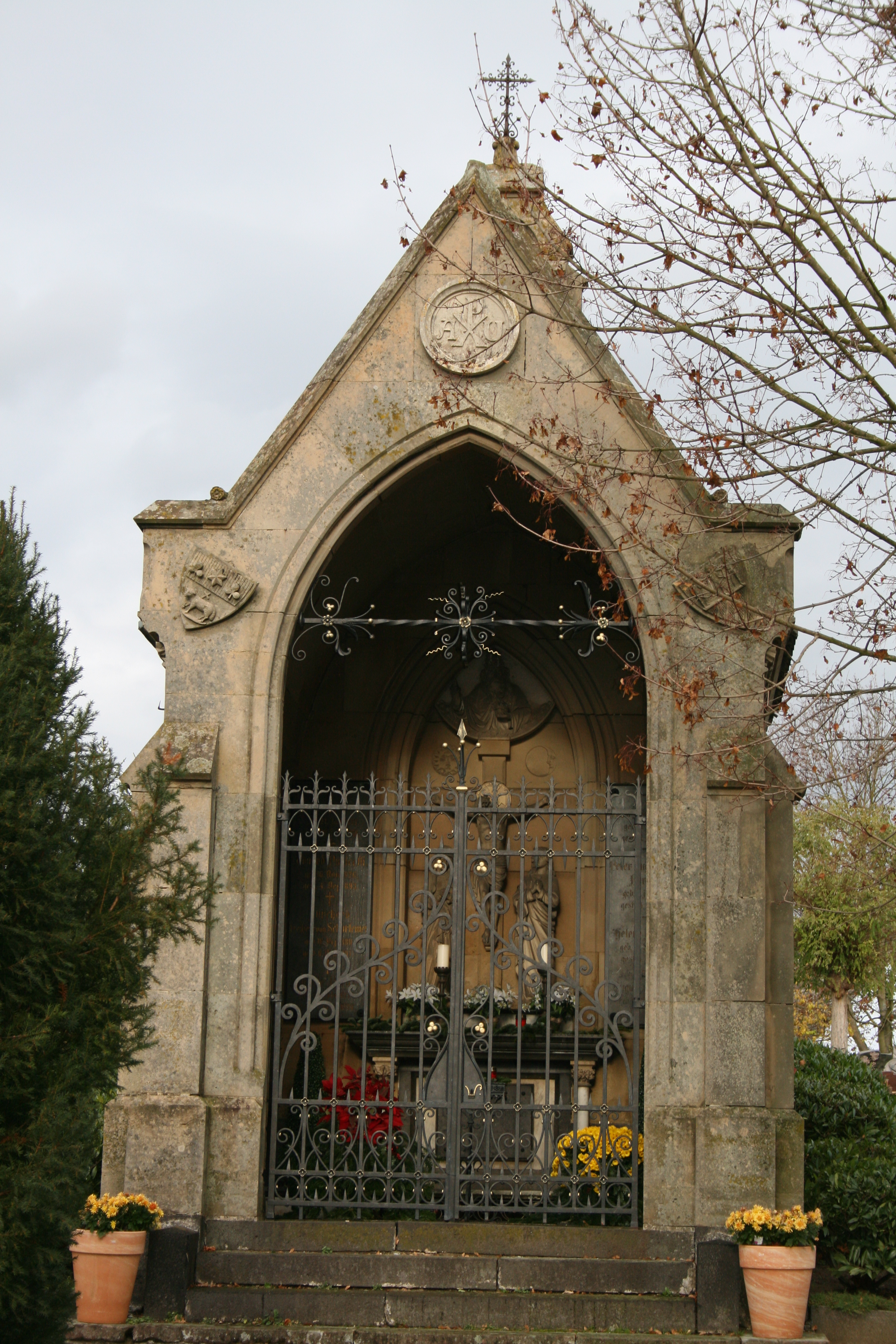
Lieser Friedhof Gruftkapelle Schorlemer Vorderansicht

Seit April 1920 war er Kreisdeputierter des Kreises Bernkastel. Nachdem Clemens Freiherr von Schorlemer-Lieser 1922 im Hedwigskrankenhaus in Berlin verstorben war, ehrten ihn die Nachrufe als einen Politiker zwischen Katholizismus und Preußentum, aristokratischer Herkunft und Einsatz für die Arbeiterschaft, patriotischer Begeisterung und unbestechlicher Amtsführung.
Schorlemer-Lieser starb am 6. Juli 1922 im Hedwigskrankenhaus in Berlin und wurde am 11. Juli 1922 in Lieser beigesetzt.

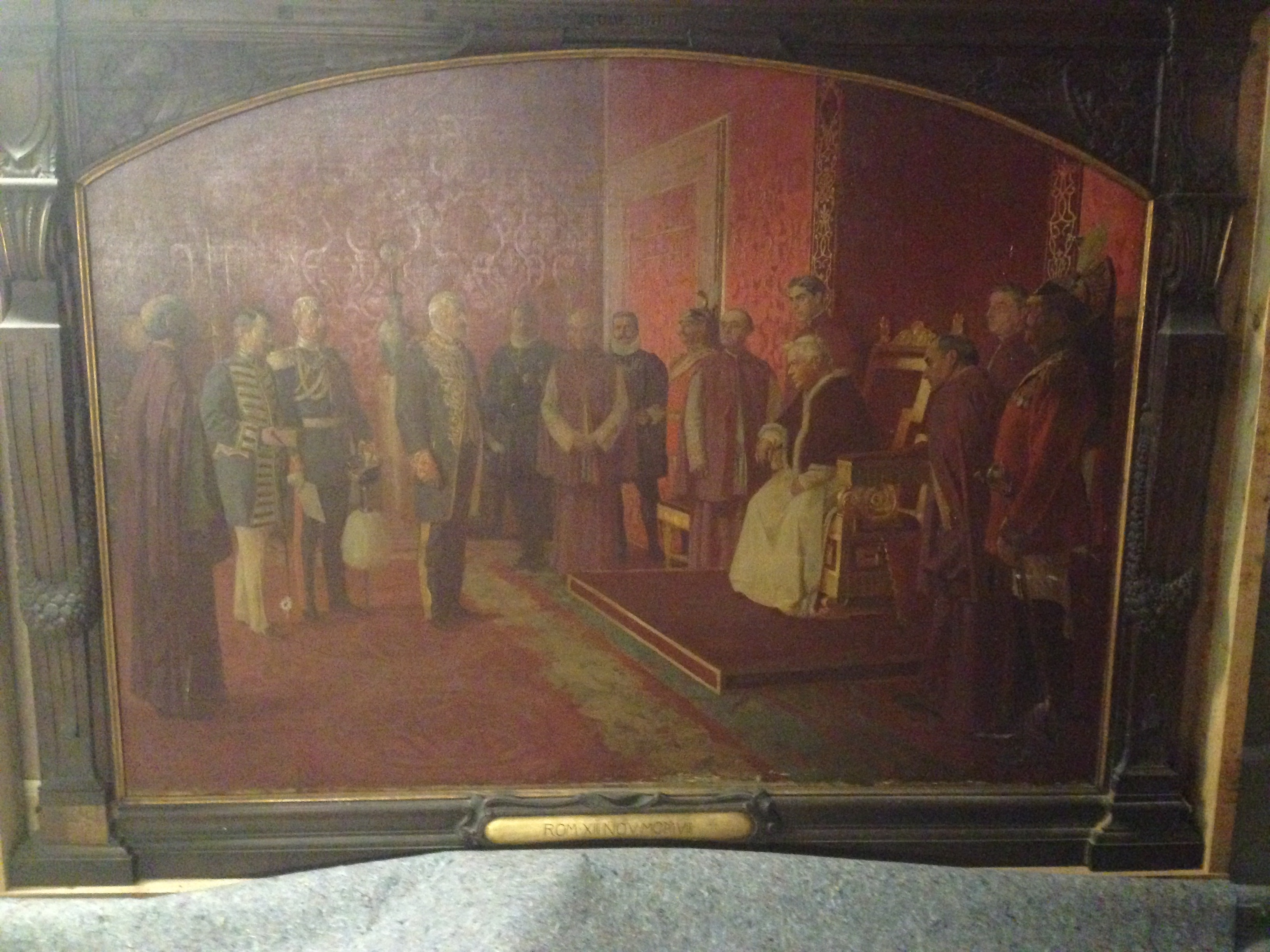
Schorlemer auf Besuch bei Papst Pius X. 1908, Bild eines unbekannten Malers

## Familie
Er heiratete 1880 die wohlhabende Maria Puricelli (* 1. Februar 1855 Krefeld; † 1936), die Tochter Eduard Puricellis (1826–1893). Das Ehepaar hatte sechs Kinder:
- Burghard (1880–1897)[5]
- Helene (1882–1938)

⚭ Freiherr Joseph von Fürstenberg (1868–1904), preußischer Oberleutnant
⚭ Graf Hugo Montgelas (1866–1916), württembergischer Kammerherr
- August (1885–1940)
- Maria (1888–1959) ⚭ Graf Karl von Kageneck (1871–1967), Generalmajor, Flügeladjutant des Kaisers Wilhelms II.
- Friedrich-Leo (1894–1915)
- Elisabeth (1898–1979) ⚭ Kurt von Oswald (1892–1971), Diplom-Ingenieur, Großindustrieller[6]

## Ehrungen
- 1905: Ehrenbürgerschaft der Stadt Neuss
- 1910: Ehrenbürgerschaft der Stadt Koblenz
- 1910: Ehrenbürgerschaft der Stadt St. Wendel
- 1911: Ehrenpromotion zum Dr. h. c. durch die Tierärztliche Hochschule Hannover[7]
- 1911: Ehrenpromotion zum Dr. h. c. durch die Tierärztliche Hochschule Berlin